# Reggaeton Remix
Reggaeton Remix è il nono disco di Lil Jon, Reggaeton ha impegnato Lil Jon non solo nel partecipare come prima voce ai brani, ma anche nel mixing delle tracce.

## Tracce
1. Get Crunk
2. Bounce Dat
3. Cut Up
4. Don't Feel Me Yet
5. Lil Jon Megamix
6. One On One [Bonus Track]  (DJ Smurf featuring Ying Yang Twins)
7. Stop Trippin' [Bonus Track] (DJ Smurf featuring Lil Jon & the East Side Boyz & Ludacris)

## Critica
| Recensione su   | Giudizio |
| --------------- | -------- |
| All Music Guide | link     |